# Вера, Надежда, Любовь и их мать София

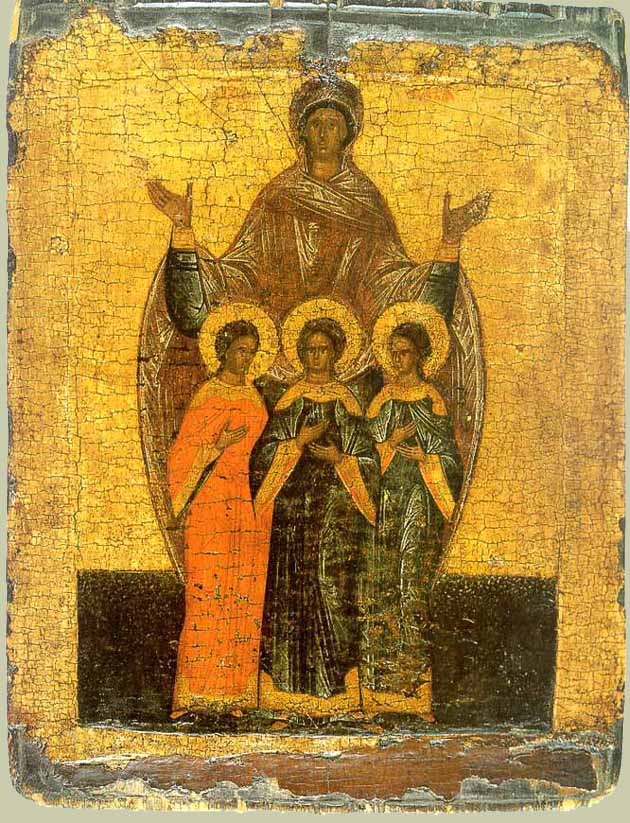
Новгородская икона (XVI век, ГТГ)

Вера, Надежда, Любовь и матерь их София (др.-греч. ἁγία Σοφία  καὶ οἱ κόρες τῆς Πίστις, Ἐλπίς, Ἀγάπη святая София и её дочери Пистис, Элпис, Агапе; лат. Fides, Spes, Caritas) — христианские святые, почитаемые в лике мучениц. Жили во II веке в Риме (ум. 137). Память совершается в Православной церкви 30 сентября (по Григорианскому календарю).
Сведения о святой Софии и её дочерях отсутствуют в древнейших мартирологах и первые свидетельства их почитания относятся к VII веку. По мнению болландистов, эти мученицы являются персонификацией христианских добродетелей, а не реальными личностями.

## Жизнеописание
София, вдова из Милана, прибыла в Рим и остановилась у богатой дамы по имени Фессамния. Согласно преданию, Вера (Πίστις), Надежда (Ἐλπίς) и Любовь (Ἀγάπη) воспитывались матерью в христианском благочестии. Когда император Адриан узнал об этом, он попытался совратить их с христианского пути и заставить поклониться богине Диане — сначала обещанием богатых подарков, а затем угрозами. Но они твёрдо исповедовали свою веру в Христа. Император повелел подвергнуть дочерей Софии жестоким пыткам, но они чудесным образом перенесли их и погибли только будучи обезглавленными или зарубленными.
На день смерти Вере было 12 лет, Надежде — 10 и Любови — 9. Император отдал истерзанные тела дочерей Софии, она с почестями похоронила их и умерла через три дня.
Изначальные греческие имена дочерей — Пи́стида, Елпи́да и Ага́пи — были переведены на старославянский язык (ст.‑слав. Вѣра, Надежда, Любы), и только имя их матери Софи́и («Мудрость») оставили без перевода.

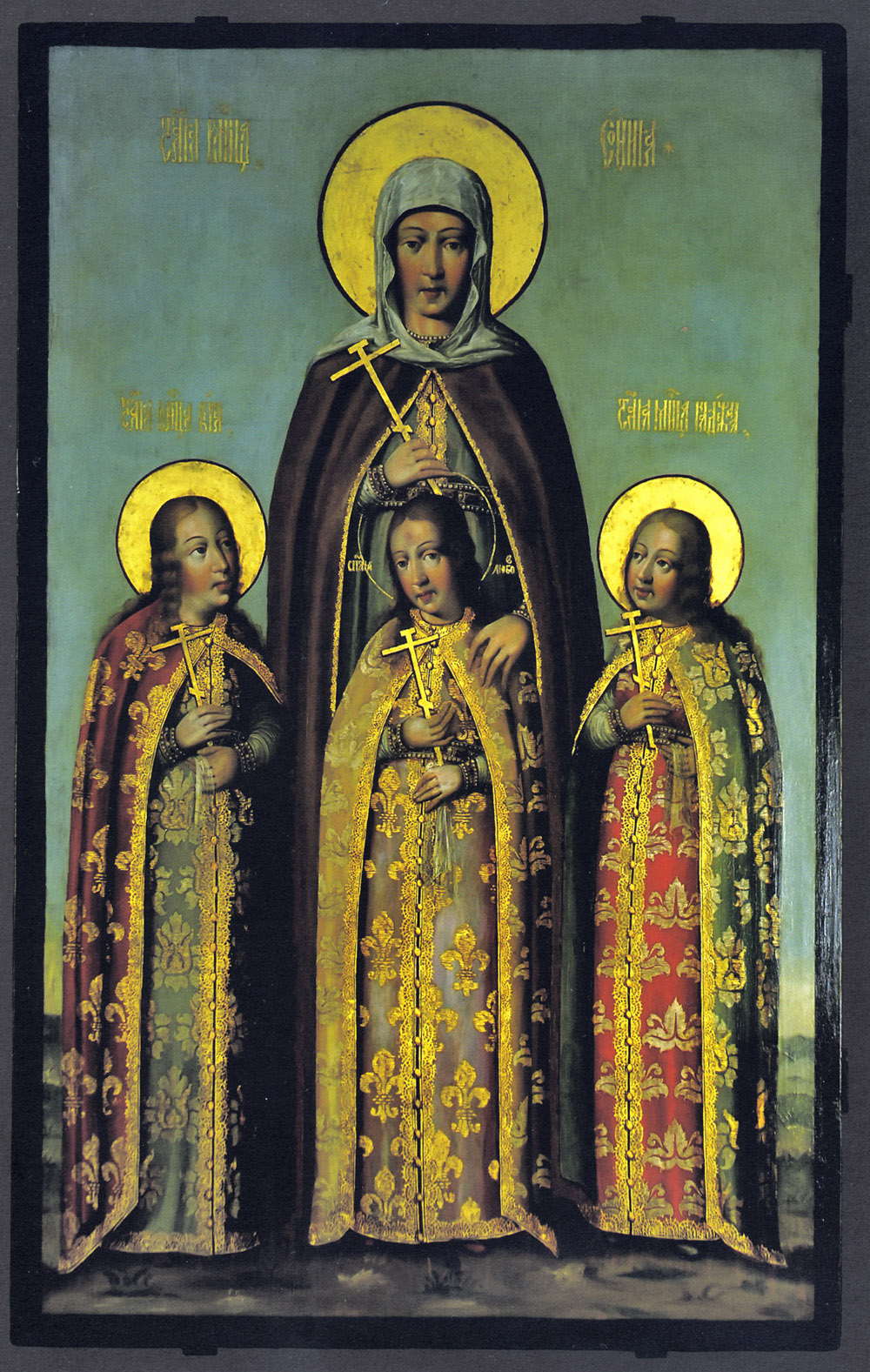
Икона работы Карпа Золотарёва (1685 год)